# Carex fracta
Carex fracta är en halvgräsart som beskrevs av Kenneth Kent Mackenzie. Carex fracta ingår i släktet starrar, och familjen halvgräs. Inga underarter finns listade i Catalogue of Life.